# Szjapanki
Szjapanki (belarussisch Сцяпанкі; russisch Степанки) ist ein Dorf in der Rajon Schabinka der Oblast Brest in Belarus. Es befindet sich etwa 30 Kilometer nordöstlich von Brest. Die hölzerne Kirche wurde 2016 für die Aufnahme in die Listen des UNESCO-Welterbes vorgeschlagen. Etwa 1 km östlich liegt die Gedenkstätte von Dramljowa.